# Colysis bahupunctika
Colysis bahupunctika là một loài dương xỉ trong họ Polypodiaceae. Loài này được Rajkumar & Manickam mô tả khoa học đầu tiên năm 2001.
Danh pháp khoa học của loài này chưa được làm sáng tỏ. 